# Spätzle
El spätzle ([ˈʃpɛtslə], en alt alamànic: spätzli, [ˈʃpɛtsli]) és una preparació culinària de pasta de la regió que s'estén pel sud d'Alemanya, Suïssa, la Itàlia alpina, l'Àustria occidental i Alsàcia - Mosel·la. Spätzle és una paraula de la llengua sueu diminutiu de spatzen («pardals»). Aquest nom es deu al fet que quan es couen els spätzle i es posen en un plat, sembla el niu d'un pardal. A la regió del Franc Comtat, també són coneguts amb el nom col·loquial de «guilles d'âne».
Són la variant més prima i allargada del knöpfle, o knepfle, que significa «botonet» en nombrosos dialectes de l'alt alemany, com ara el baix alamànic o el sueu, i que prenen noms locals a Hongria o Eslovàquia. De fet, segons la regió, els termes són intercanviables, puix que fonamentalment designen el mateix plat de pasta amb ous que serveix com a acompanyament de plats en salsa.
A més, avui en dia s'associa més l'spätzle a la pasta casolana, mentre que la majoria de knepfle recorden els nyoquis o les quenelles. Cap alsacià o sueu no traduiria spätzle per quenelle o dumpling. Si hi ha una relació jeràrquica a fer, són els knöpfle que formen la família genèrica en què els spätzle són una adaptació reconeixible a la forma.

## Recepta i preparació

### Ingredients
Les proporcions varien segons si es vol preparar-los amb més o menys ous i influir en llur color més o menys groc. La quantitat d'aigua s'ha d'adaptar segons el nombre d'ous que s'hi incorporin. Per a una família formada per tres persones :
- 250 g de farina[2]
- 2 ous
- pessic de sal
- 40 g quan es volen fer forats a la paella abans de servir (facultatiu)

Per a cuinar, privilegieu molta aigua, com per a la pasta italiana.
Mescleu tots els ingredients en un bol amb una cullera de fusta, o un túrmix amb el ganxo de pastar, fins que la pasta faci bombolles d'aire. Ha de ser suau i ferma al mateix temps. Després deixeu coure durant 2 a 5 minuts segons el seu gruix. El principi bàsic és esperar que el spätzle pugi a la superfície. Utilitzant una broma fora amb forats no gaire fins perquè l'aigua flueixi bé, traieu els spätzle de l'aigua i col·loqueu-los :
- el plat de servir per a servir-los immediatament perquè no es refredin. Tanmateix, es poden mantenir calents col·locant-los en un plat resistent a la calor que es posa sobre la cassola d'aigua calenta, amb la tapa a sobre. En aquest cas, heu d'escórrer molt bé els spätzle, en cas contrari es tornaran agatosos i pastosos. Airegeu-los bé abans de servir ;
- un colador perquè s'escorrin posant-los una mica sota aigua freda per a evitar que s'aferrin ;
- un bol ple d'aigua ben freda, que aturarà la cocció i endurirà la pasta.

En els darrers dos casos, els spätzle s'han de tornar a escalfar fregint-los amb mantega. Això els dona un gust característic.

Per als plats amb salsa i per als dies fora de les festes familiars, és, tanmateix, molt habitual de preferir els spätzles simples un cop trets de l'aigua bullent perquè, en aquest cas, es tracta d'un acompanyament el gust del qual no ha de superar el plat principal, sinó complementar-lo.

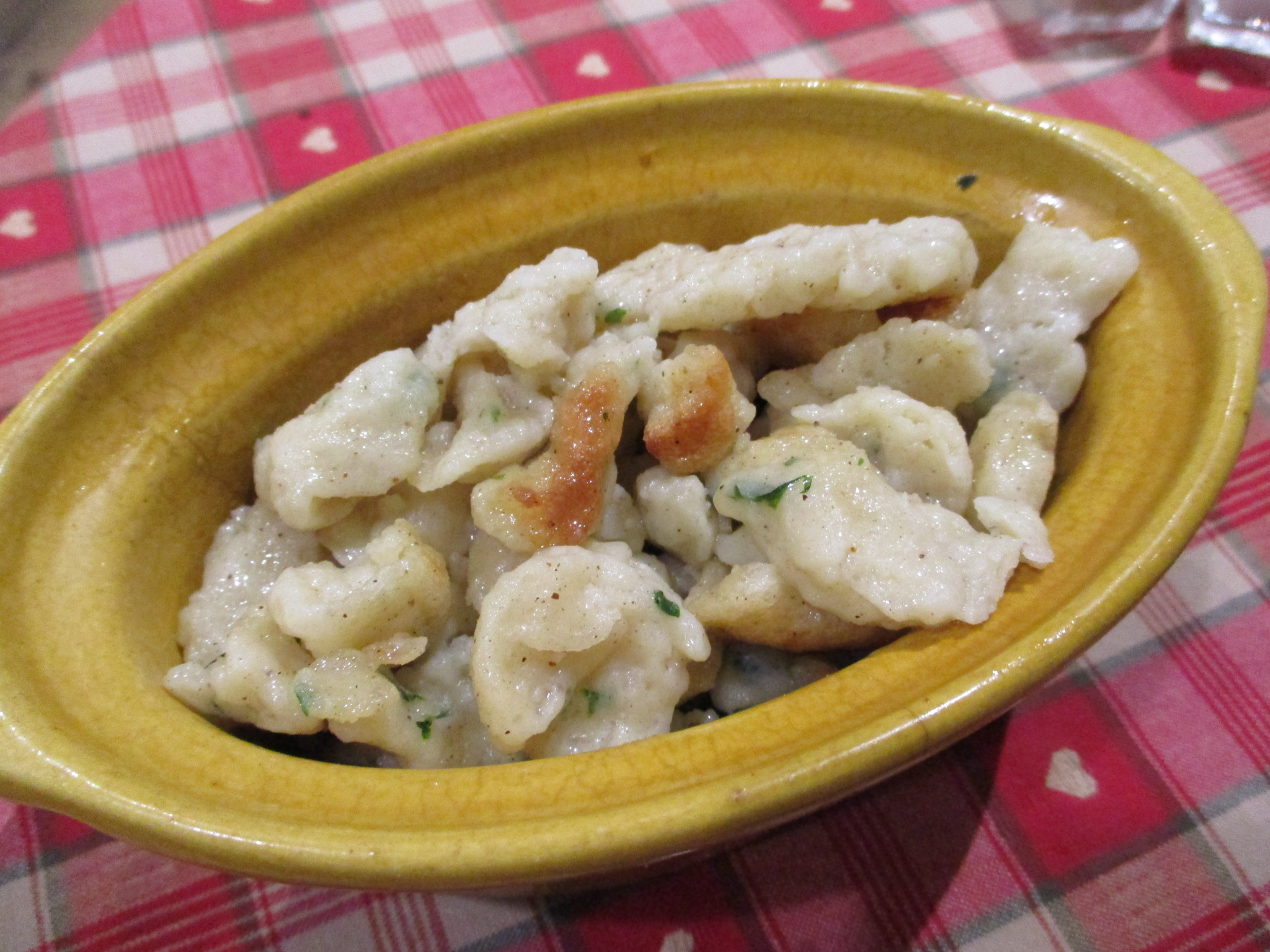
Spätzle servit en una mini terrina.
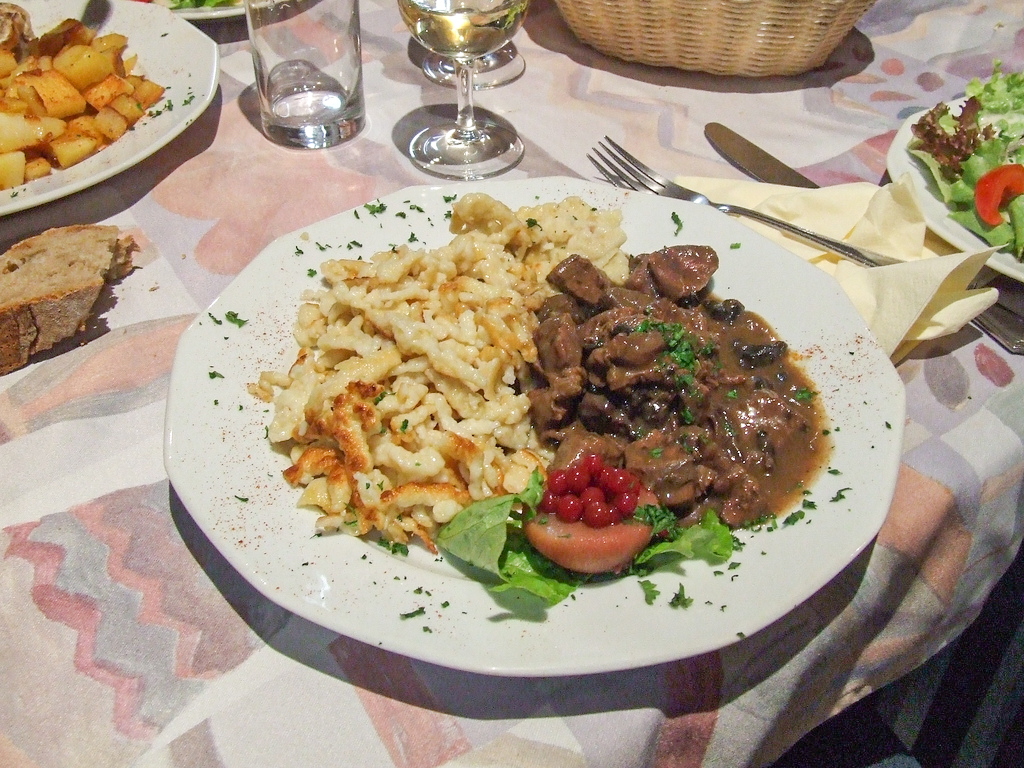
plat de senglar.
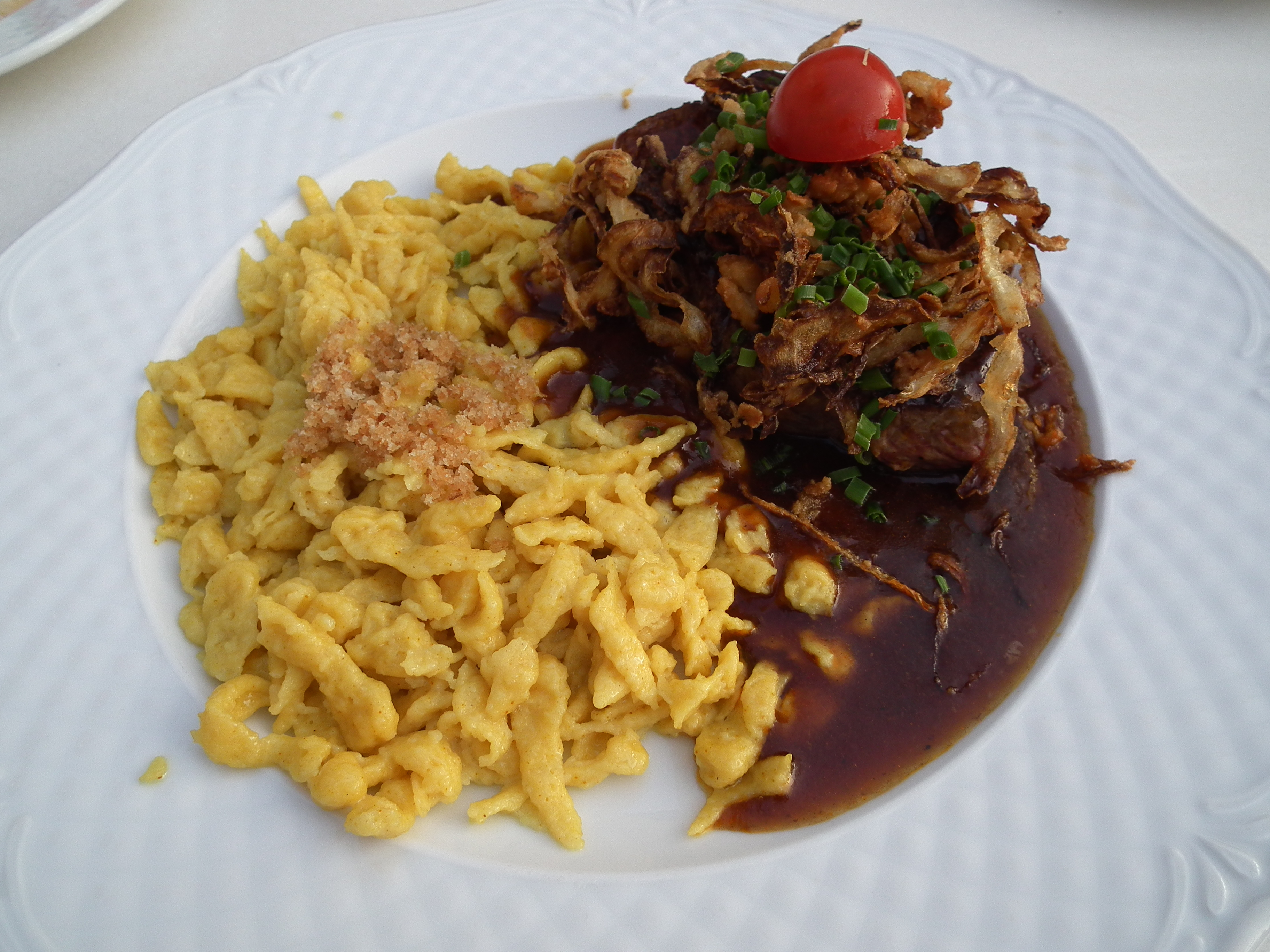
Roast beef amb ceba a la planxa.
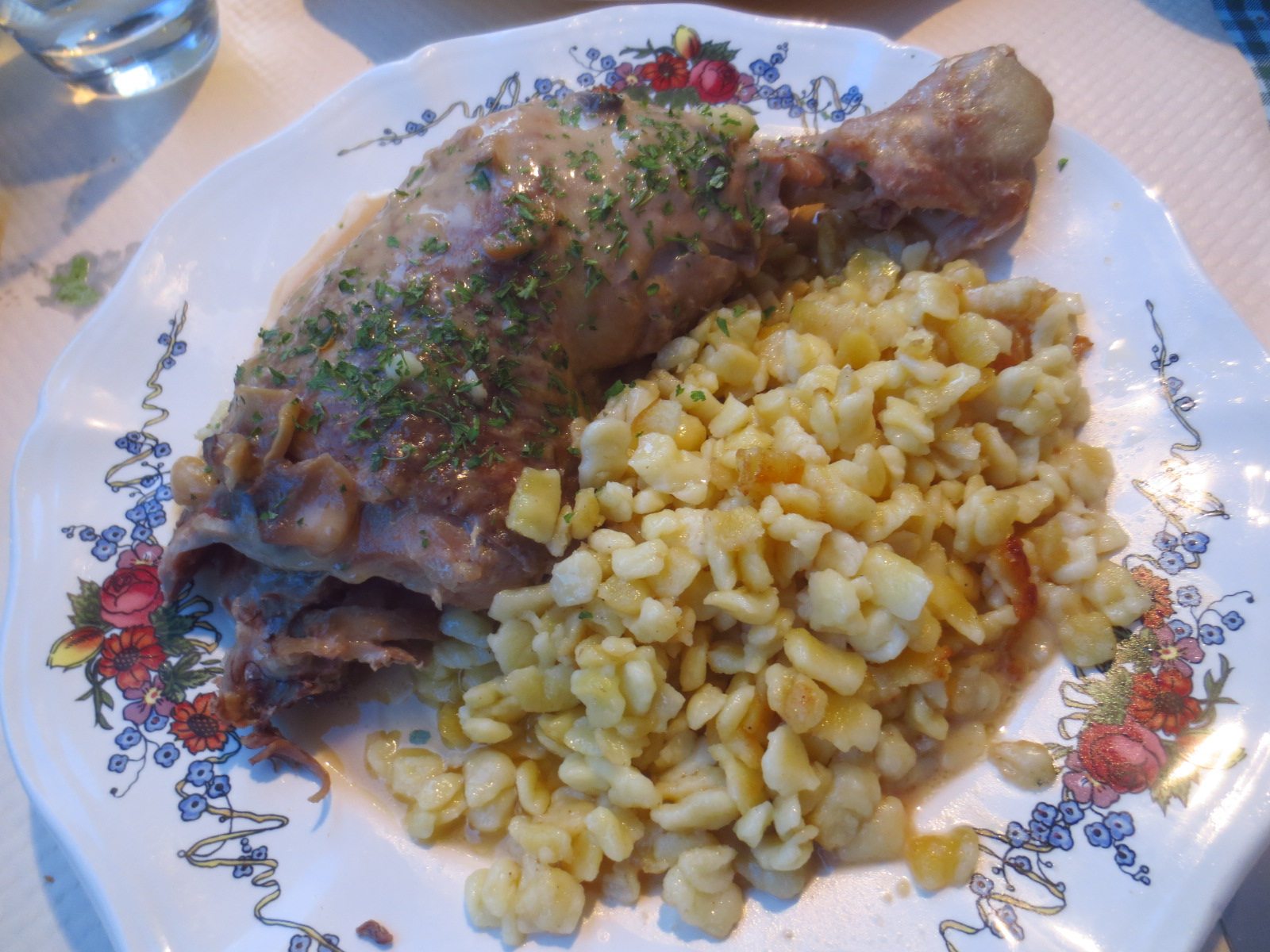
Gall amb Riesling.

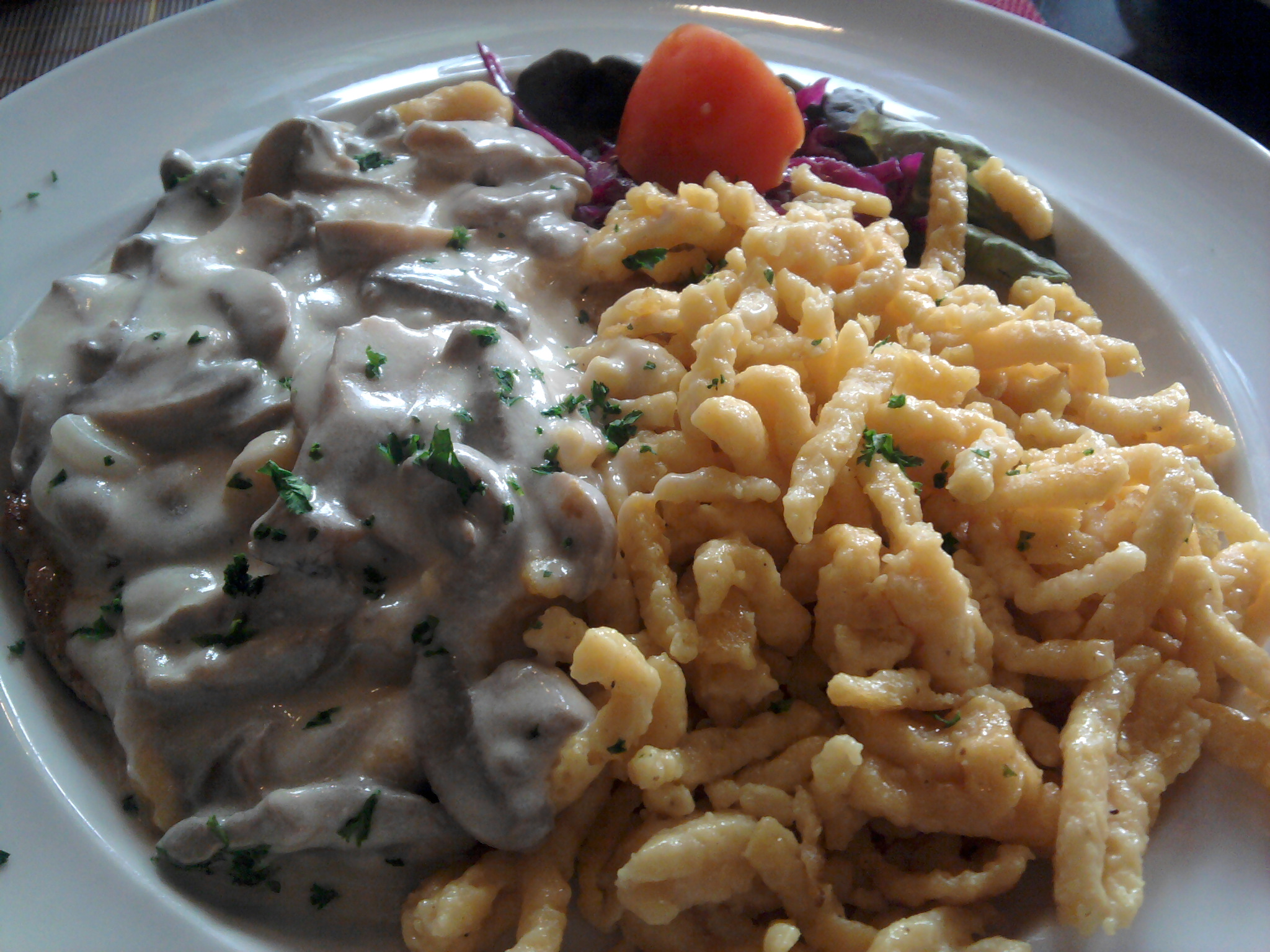
Schnitzel amb salsa del caçador i spätzle .
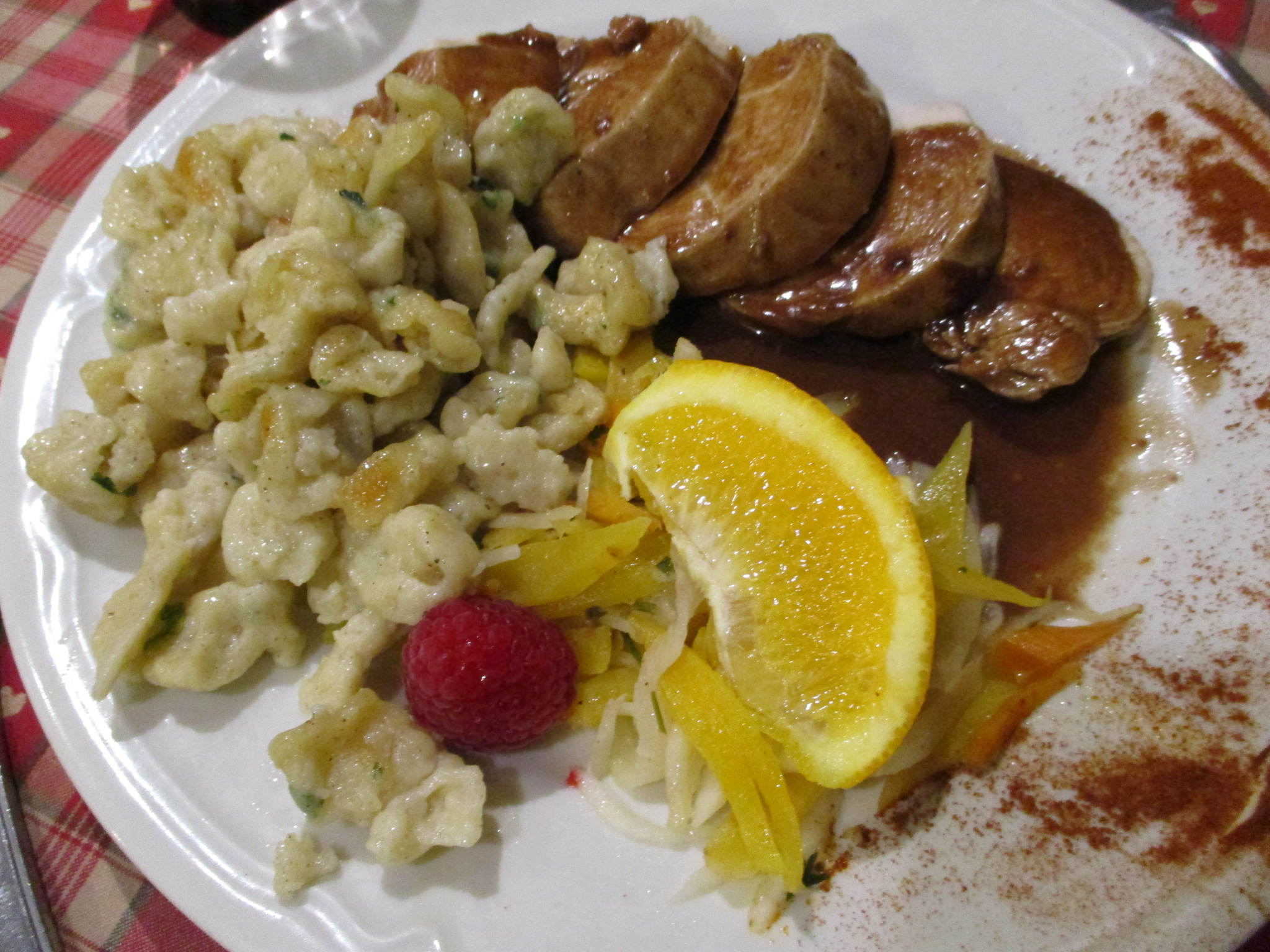
Pollastre amb suprema de taronja suprema.
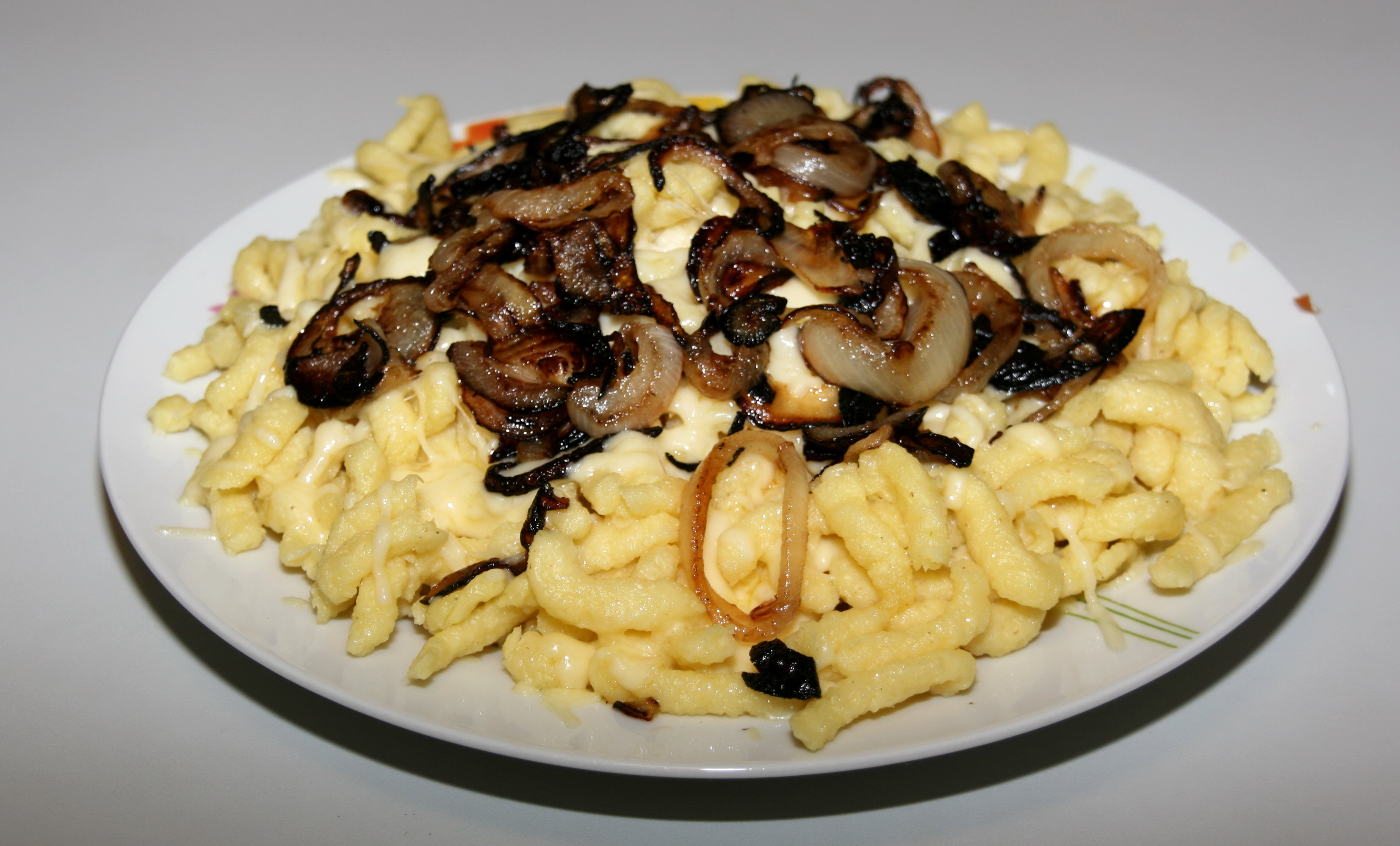
Spätzlebde formatge amb cebes.
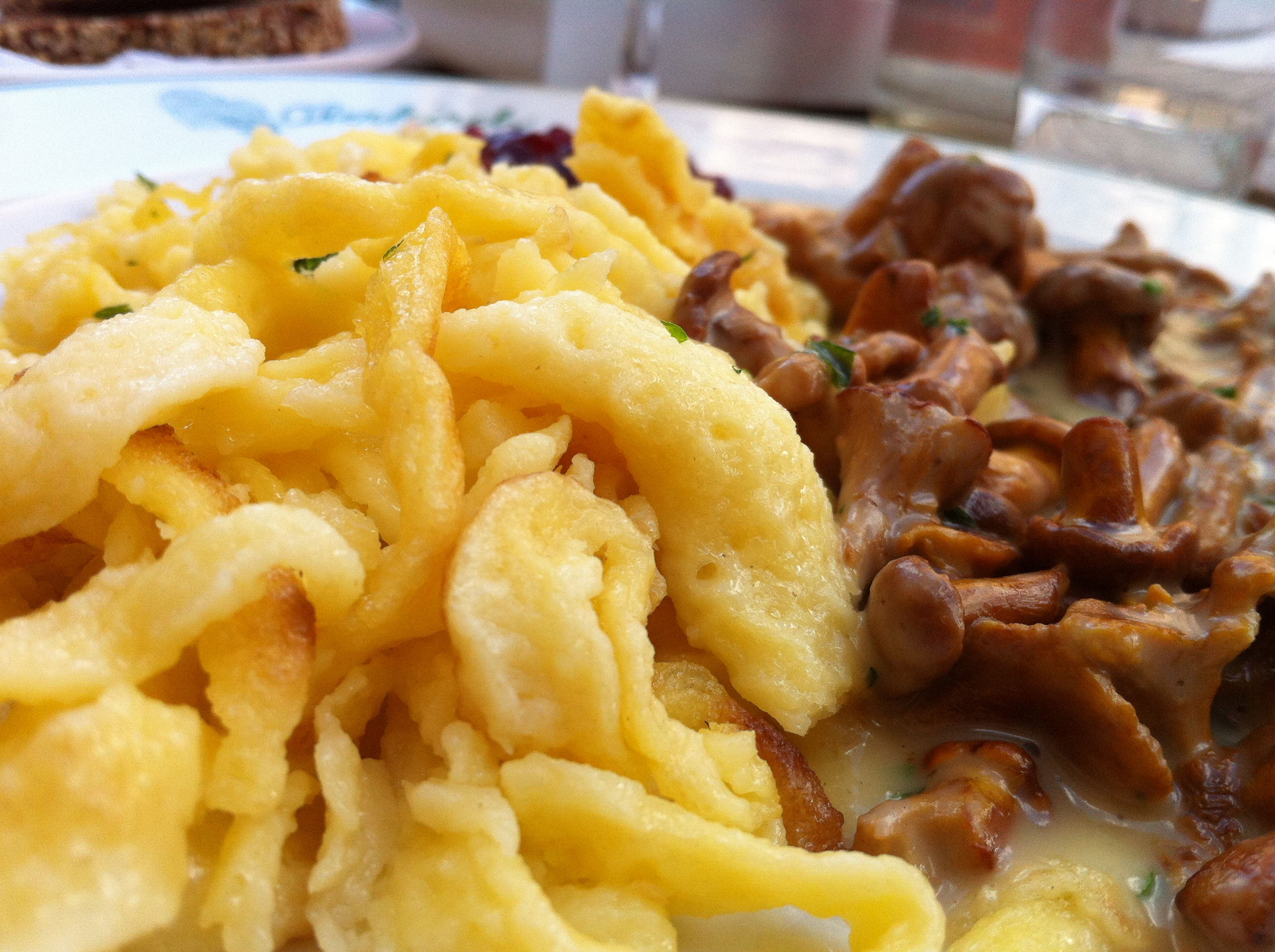
Spätzle amb Pinetells.

### La tècnica ancestral delschaben

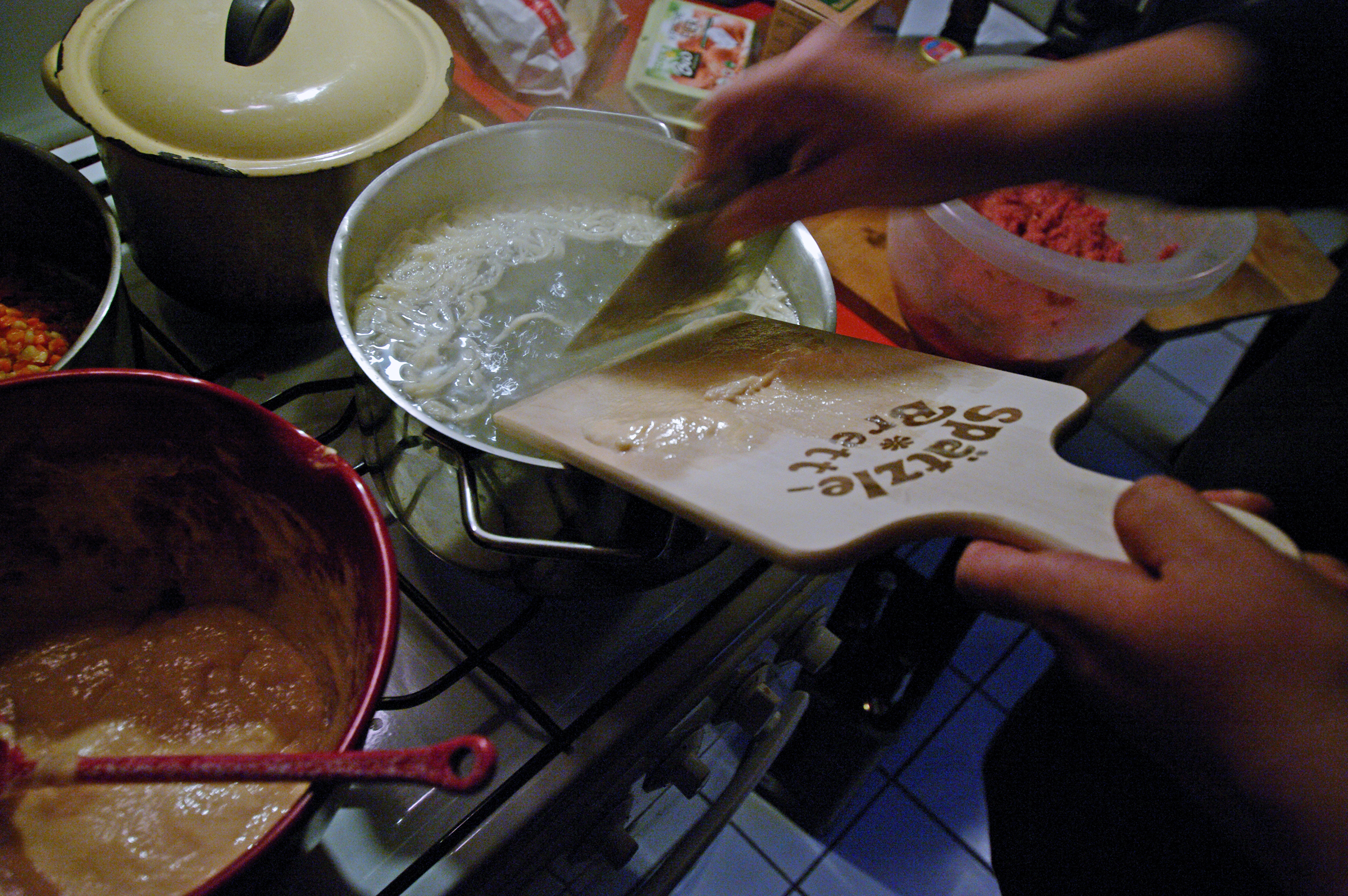
Post per a fer spätzle per a schaben

La base del spätzle és una pasta feta amb farina, ous, sal i aigua. A diferència de la pasta de fideus, la pasta de spätzle és generalment més humida, suau i trencadissa, de manera que no es pot estendre. Abans de la invenció popular de la premsa per a spätzle, totes les mestresses de casa procedien per schaben : es posa la pasta sobre una taula humida i es deixa caure, amb l'ajuda d'un ganivet, tires fines directament en aigua bullent amb sal .
Els spätzle cuits pugen a la superfície i es treuen amb una bromadora. Després es submergeixen en un recipient gran ple d'aigua ben freda, per tal d'aturar-ne la cocció i evitar que s'aferrin entre si. Després es poden posar en diverses salses.
Qualsevol que hagi dominat la tècnica del schaben, sens dubte fa els millors spätzle, perquè són molt prims i, per tant, menys pastosos que els spätzle o Knepfle més gruixuts. És semblant a la pasta fresca italiana per la sabor i consistència. Però la pràctica del schaben és més complicada del que sembla perquè ens posa en aigua bullent grans paquets de pasta més sovint que no es voldria.

### La tècnica delreiben
Amb un ratllador de spätzle també anomenat ribot (spätzlehobel) que es col·loca sobre la paella, es col·loca una bola de pasta i es pitja amb un rascador que llisca sobre el ratllador. Molts empresaris han provat de crear una eina que pugui facilitar la vida d'una mestressa de casa, inclosos els ratlladors de plàstic de gamma alta i baixa, però els puristes prefereixen la tècnica tradicional o la premsa per a spaetzle. De fet, el ratllador perforat produeix més aviat Knepfle que no pas spätzle.

### La tècnica de la premsa
A Suàbia, on els spätzles són l'acompanyament regional per excel·lència, encara és força habitual fer Hom mateix els spätzle. La premsa, com es veu a les fotos del costat, és un dels estris de cuina imprescindibles de la llar. Simplement cal posar una mica de pasta a la premsa i introduir-la pels forats. Es pot comprar premses que donen una forma diferent als spätzle.

És una qüestió de gustos : pastant una pasta més ferma, que és possible amb la premsa, obtenim uns spätzle semblant als fideus, ben al dente i poc agafosos. Per a alguns plats, és molt apreciable i més estètic en el plat de servir que un pilot de boles aferradisses.

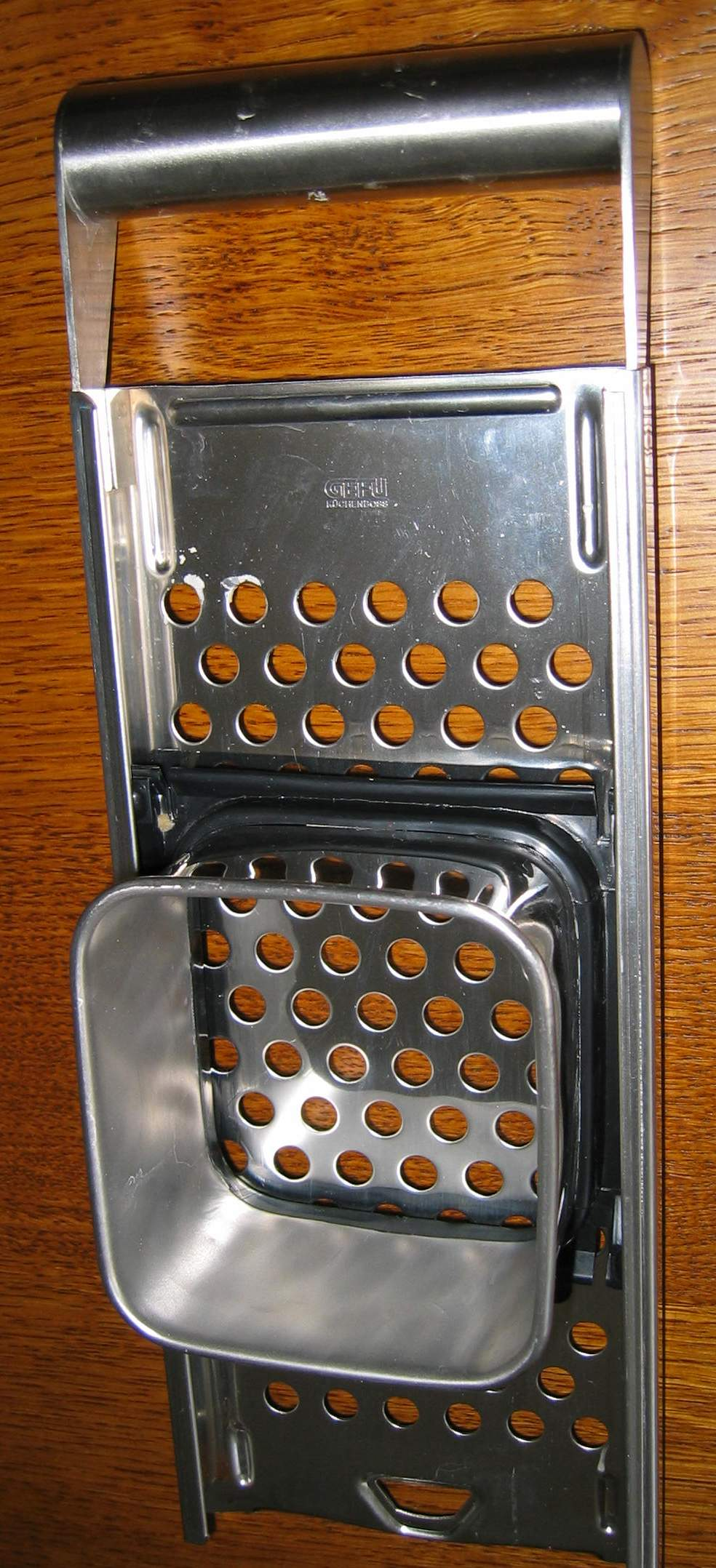
Spätzle amb graella o ratllador.
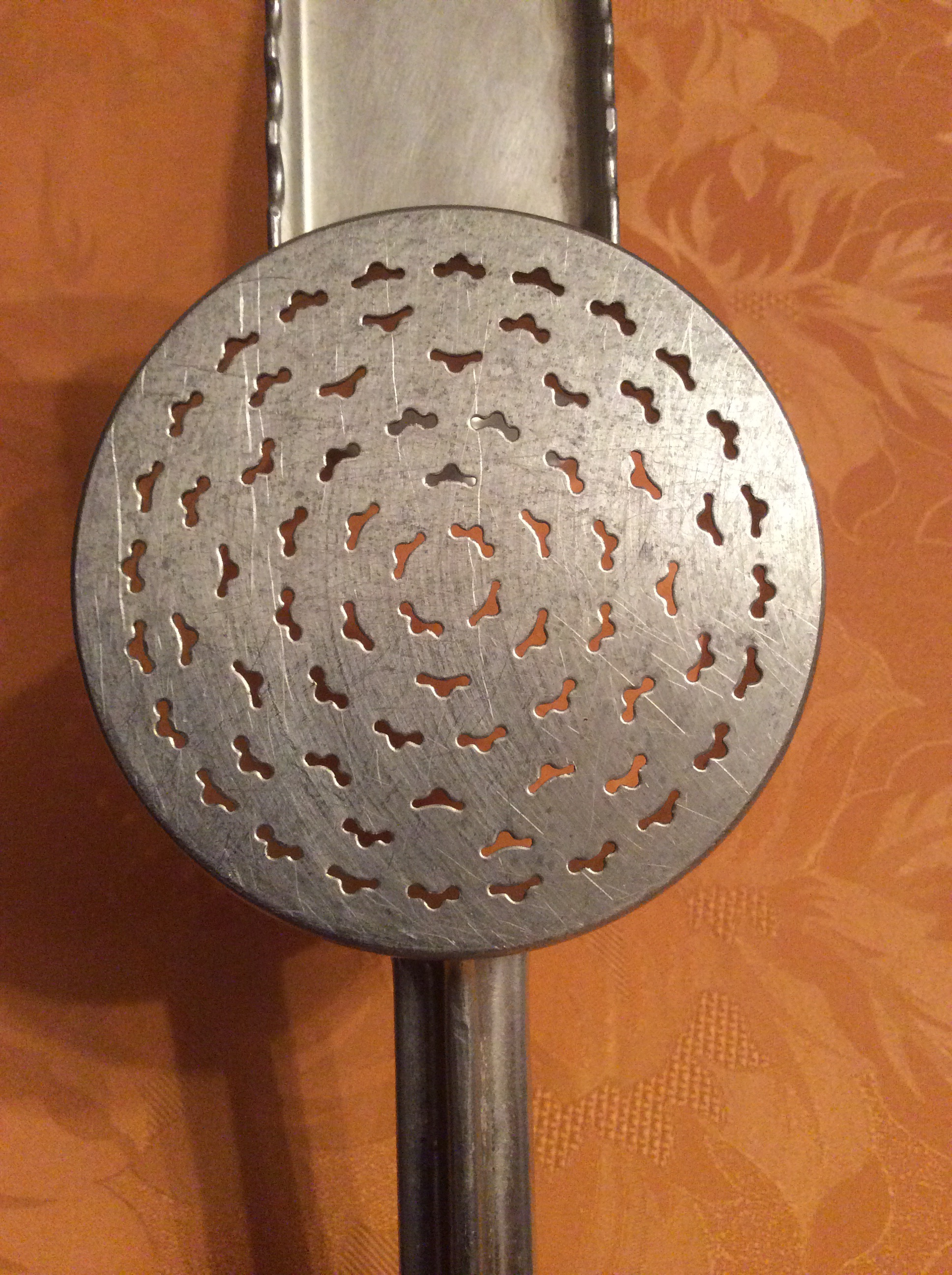
Exemple de forats en una premsa Spätzle .
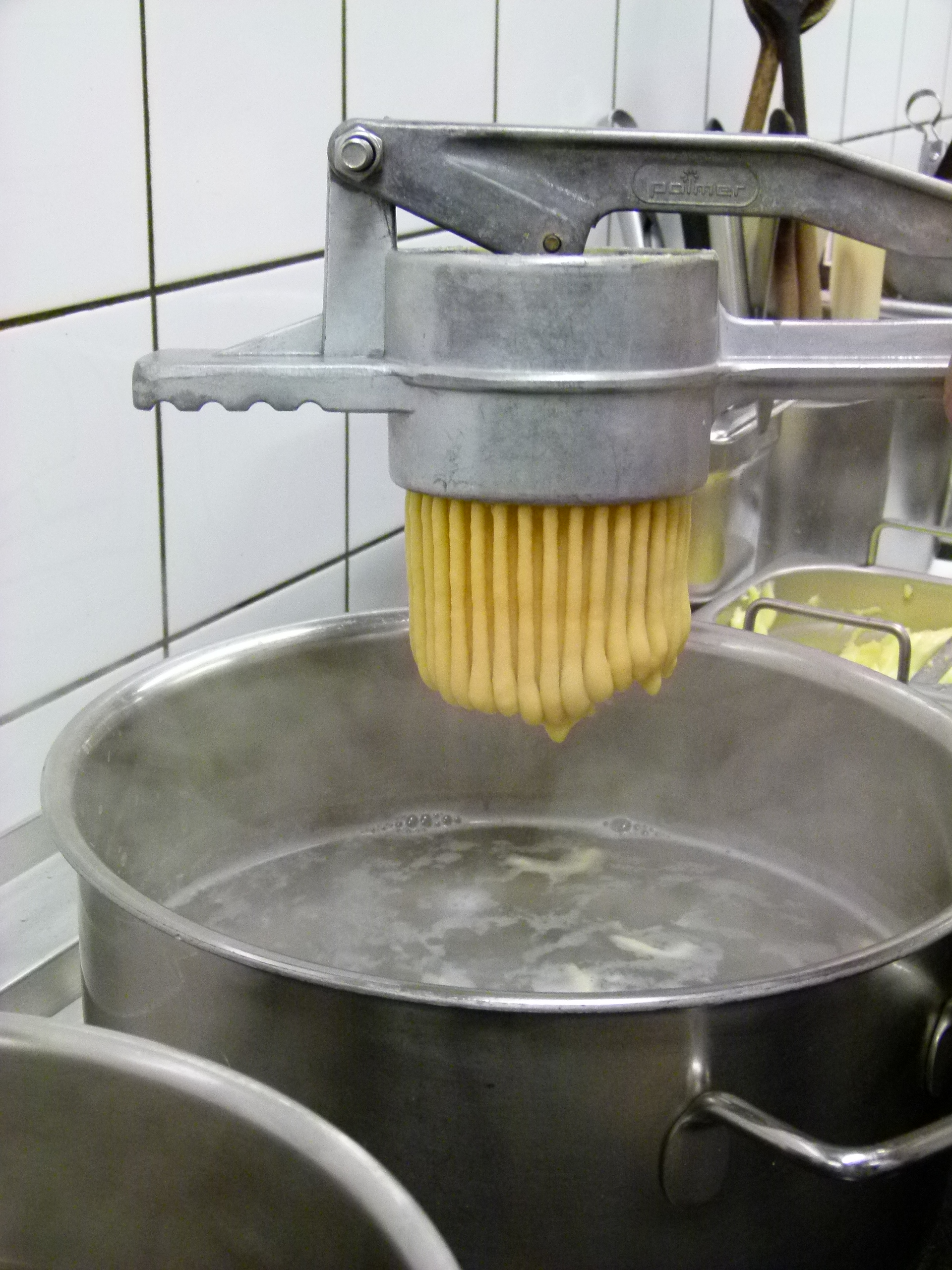
Premsa Spätzle molt utilitzada a Baden-Württemberg.

## Acompanyament i plat principal

### Diferents maneres de servir
- Servits tals quals, els spätzle acompanyen principalment els plats de carn amb salsa, que tradicionalment :
  - Sauerbraten ;
  - tots els rostits de vedella estofats (Rinderschmorbraten) ;
  - totes les fricassés, incloent-hi el pollastre ;
  - totes les variacions de gulasch ;
  - tots els plats de caça amb un gust pronunciat, com el senglar, el cabirol, el cervo, etc. ;
  - tots els rostits i plats de carn amb brou marró, roux marró o sucs de cuina, com el conill.
- Servit amb un guarniment de ceba fregida a l'hora de servir, els spätzle sovint esdevenen un plat principal acompanyat d'una amanida verda i precedit d'una sopa. Per a les vacances, o als restaurants, aquests spätzle amb ceba daurada es serveixen, tanmateix, com a acompanyament dels plats esmentats anteriorment per a realçar-ne el gust i donar-los una estètica de menjar festiu.
  - Per a tres persones, poseu 2 cebes tallades en tires i daurades amb mantega o margarina. És molt saborós quan gairebé són durs[text imprecís] .
- Podeu substituir les cebes fregides per pa ratllat en mantega ; en aquest cas es diu en alemany geschmälzte Spätzle. És realment deliciós. Sols cal agafar 2 cullerades 2 cullerades de pa ratllat i daurar-ho amb 30 g de mantega. Serviu calent, ruixant la preparació per sobre del spätzle quan mengeu.

### Spätzlede formatge
Per a il·lustrar aquest plat, hem seleccionat receptes de diferents procedències. La primera s'inspira en un projecte escolar, menat per un col·legi austríac, per a transmetre la cuina austríaca a un públic francòfon a l'avinentesa d'un intercanvi .
Ingredients
- 400 g de farina
- sal
- 4 ous
- un pessic de nou moscada mòlta
- 200 cl de llet
- 4 nous de mantega
- 200 g de formatge ratllat
- cebes

Preparació
Mescleu la farina i els ous amb una mica de llet i una mica de sal. La pasta ha de se ferma. Feu bullir aigua amb sal en una cassola grossa. Feu coure els spätzle utilitzant un dels mètodes esmentats anteriorment. Escalfeu la nou de mantega en una paella grossa i fregiu els spätzle. Preescalfeu el forn a 100 °C i poseu -loz-hi capa a capa, en una tourtière, alternativament els spätzle i el formatge; acabeu amb una capa de formatge. Poseu la tourtière al forn amb la cobertora posada per a fondre el formatge. Peleu les cebes, talleu-les en rodelles i daureu-les en una paella. Dipositeu-les d'amunt els spätzle al moment de servir.
La segona recepta de Käsespätzle s'inspira en un treball col·lectiu de la parròquia de Rohr, a la Francònia, per a recaptar fons per a la reparació de l'orgue. Les receptes les forneixen els parroquians .
Preparació
Feu spätzles amb 400 g de farina, 6 ous, 4 cullerades d'aigua i una mica de sal. Col·loqueu successivament el formatge emmental ratllat i spätzle en una tourtière, condimenteu amb pebre. Poseu durant 15 minutes a 150 °C. Just abans de servir, guarniu amb unes rondelles de ceba fegides amb mantega i serviu-les amb una amanida verda.

### Spätzleamb xucrut
Un altre plat típic de la zona sud-oest de la conca germanòfona són els Krautspätzle. Poques vegades es prepara tal com està. És l'àpat gairebé sistemàtic de l'endemà d'un àpat a base de xucrut. Normalment sobra xucrut O se'n prepara a dretcient una mica més per a l'endemà.
La recepta és fàcil. Cal fer spätzle, després daurar-los a la paella, i afegir-hi el xucrut, remenant una mica, però no gaire perquè hi hagi una distribució equilibrada de spätzle i col sense obtenir farinetes. Alguns prefereixen que es presenti els dos ingredients per separat, per tal de servir-se sols, i barrejar-los a la seva manera, o tan solament en posar-los a la boca.
Els krautspätzles són millors polvorejats amb pa ratllat amb mantega daurada quan se serveixen. També es pot oferir en un plat a taula per als gurmets que reclamen una capa més important. De la mateixa manera, podeu servir cebes fregides.

### Llenties ispätzle
Entre els plats bàsics dels plats suaus diaris hi ha les llentilles i els spätzle, sovint acompanyats d'un Seidewürschtle, una mena de snack més allargada.
Ingredients
- 250 g de llentilles
- 1 litre de brou
- 1 ceba
- 2 claus de espècia
- 2 feuilles de Llorer
- 100 g de llardons magres
- 8 cullerades soperes de cebes tallades en dauets
- 4 cullerades soperes de farina
- sal

Preparació

Feu coure les llentilles en el brou amb les espècies fins a la consistència desitjada. Entretant, sofregiu les cebes tallades en daus i els trossos de cansalada amb la farina fins que es daurin lleugerament. Afegiu-ho a les llentilles i remeneu. Continueu la cocció durant alguns minuts. Serviu elsvspätzle i les llentilles separadament, perquè cada u se serveixi al seu gust i manera. Poseu una ampolla de vinagre de sidra a la taula perquè cadascú la faci servir segons els seus gustos. L'aciditat del vinagre aporta equilibri al plat. Escalfeu les salsitxes en aigua bullent perquè no esclatin.

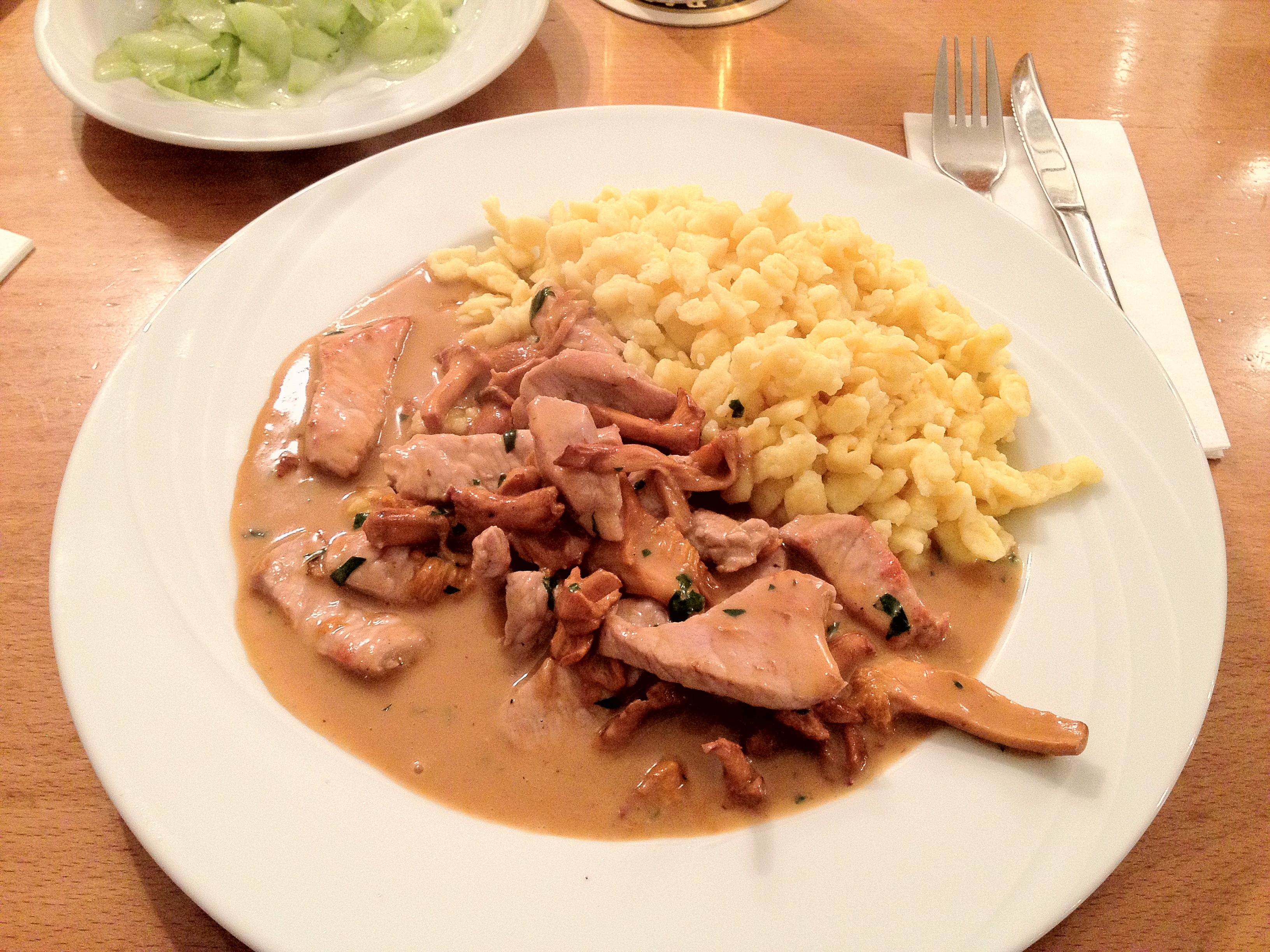
Spätzle amb fricassé.
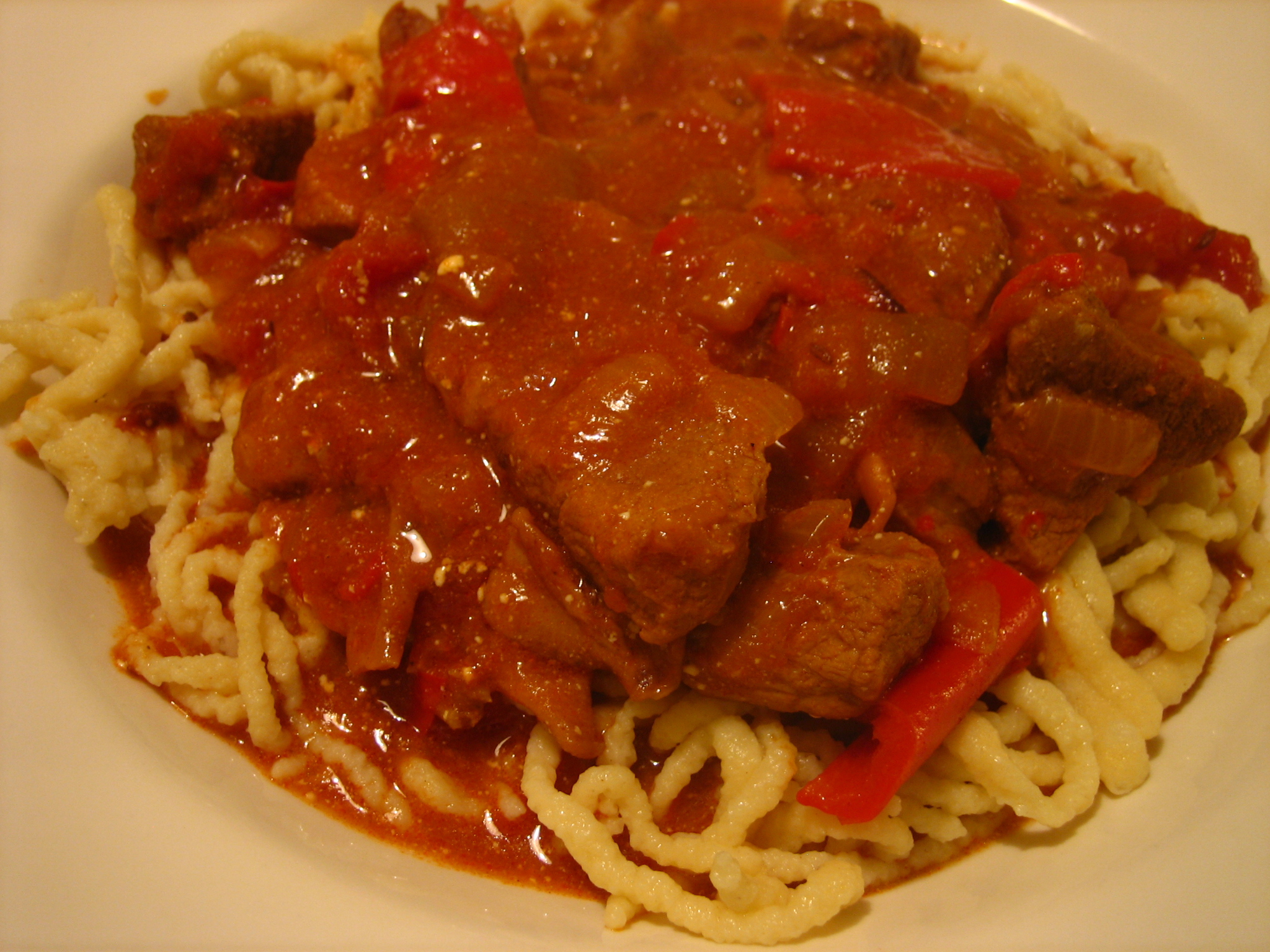
Spätzle i gulasch.
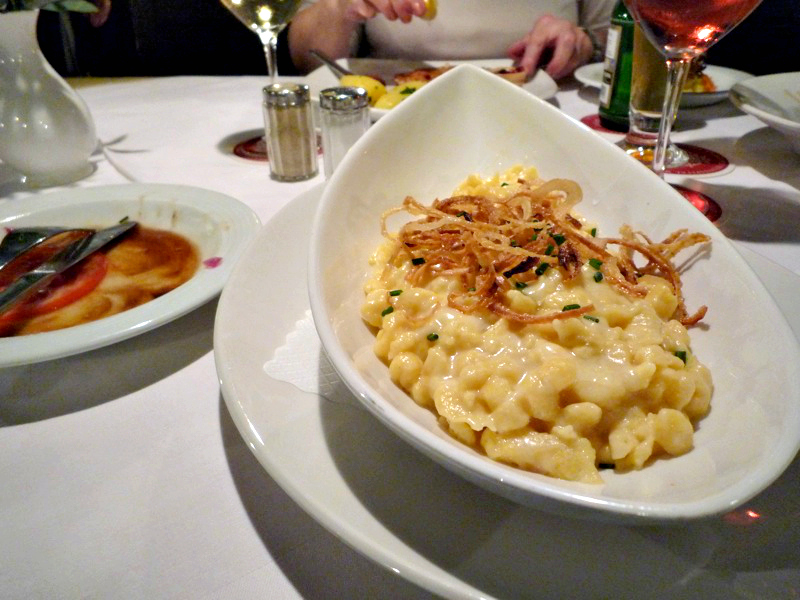
Kasespatzle .
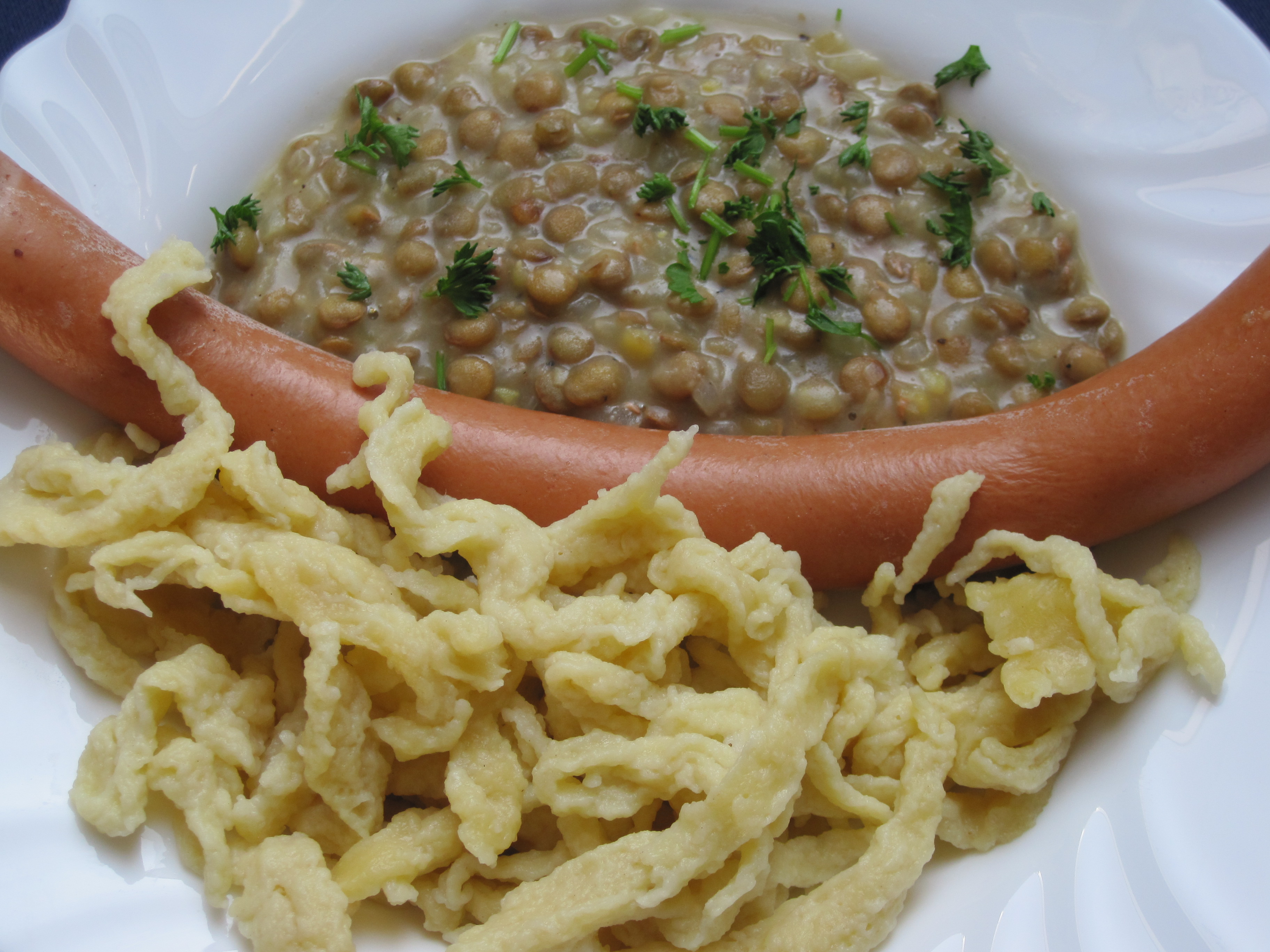
Llentilles, spätzle i Seitenwürstchen .